# .ar
.ar — в Інтернеті, національний домен верхнього рівня (ccTLD) для Аргентини.

## Домени 2-го та 3-го рівнів
Станом на січень 2009 року, в цьому національному домені нараховуєвалось 91,7 млн сторінок, на грудень 2020—697 млн.
2020 року за поданням Державної лотерейної асоціації (ALEA) Юридичний і технічний секретаріати країни та Національне управління реєстру доменів інтернету схвалили запровадження доменного імені третього рівня .bet.ar, що буде використовуватись для авторизованих онлайн-казино країни.
Використовуються та приймають реєстрації доменів 3-го рівня наступні доменні суфікси (відповідно, існують такі домени 2-го рівня):
| Суфікс  | Регламентовані користувачі                                            |
| ------- | --------------------------------------------------------------------- |
| .com.ar | Комерційні установи, корпорації                                       |
| .gov.ar | Державні та урядові установи                                          |
| .org.ar | Неприбуткові, неурядові організації                                   |
| .edu.ar | Наукові та дослідницькі установи, коледжі, університети або інститути |
| .net.ar | Провайдери, організації, пов'язані з мережами                         |
| .mil.ar | Військові організації                                                 |
| .int.ar | Міжнародні організації                                                |
| .bet.ar | Авторизовані онлайн-казино країни                                     |